# Juan Alegre

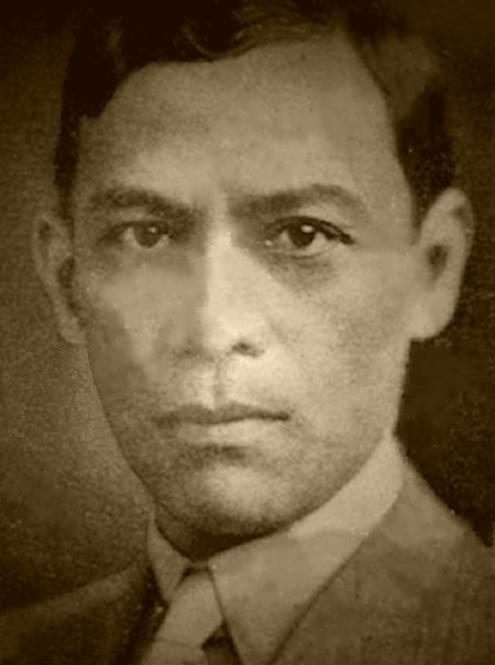
Juan Alegre

Juan B. Alegre (Casiguran, 2 februari 1882 - 14 juni 1931) was een Filipijns politicus en plantagehouder.

## Biografie
Juan Alegre werd geboren op 2 februari 1882 in Casiguran in de provincie Sorsogon op Bicolschiereiland. Na het voltooien van een opleiding in de Filipijnen studeerde Alegre van 1903 tot 1905 aan Yale, maar maakte deze studie niet af. Alegre was plantagehouder en naar verluidt een van de rijkste inwoners van de Filipijnen van zijn tijd. In 1922 werd Alegre namens de Nacionalista Party voor het 6e Senaatsdictrict gekozen in de Senaat van de Filipijnen. Drie jaar later werd Alegre herkozen. Nadat hij bij de senaatsverkiezingen van 1928 werd verslagen door ander lid van de Nacionalista Party sloot hij zich aan bij de Democrata Party. Namens deze partij slaagde hij er opnieuw in gekozen te worden in de Senaat. Voordat Alegre zijn plaats in de Senaat kon innemen overleed hij echter op 49-jarige leeftijd aan de complicaties van een maagzweer. Zijn zetel in de Senaat werd na speciale verkiezen ingenomen door Jose O. Vera. Alegre was getrouwd met Amanda Sargent en kreeg met haar een zoon.